# Microregiunea Buzăul Ardelean

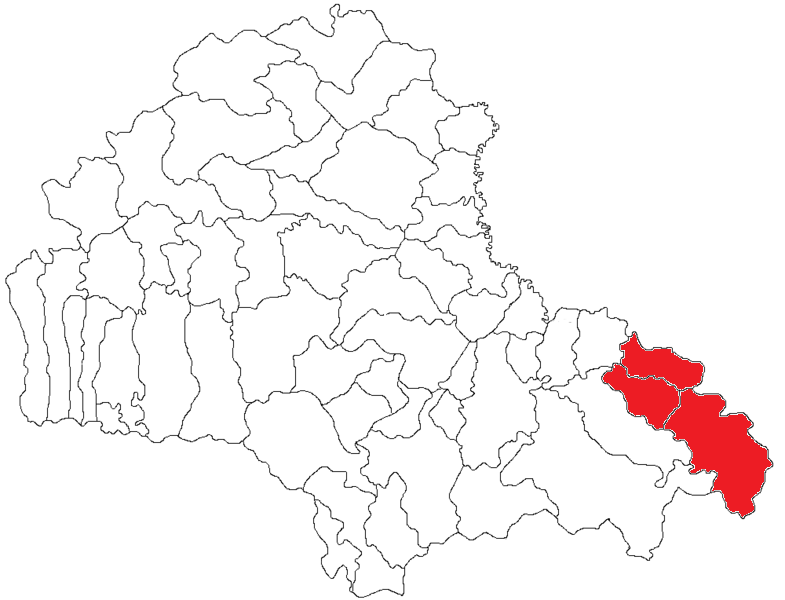
Situarea microregiunii Buzăul Ardelean în cadrul judeţului Braşov

Microregiunea Buzăul Ardelean este cea mai mică microregiune de dezvoltare a județului Brașov, fiind formată din trei comune: Budila, Teliu și Vama Buzăului. Este situată în vestul Zonei Metropolitane Brașov, la graniță cu județul Covasna.